# Cerapachys salimani
Cerapachys salimani är en myrart som beskrevs av Vladimir Aphanasjevich Karavaiev 1925. Cerapachys salimani ingår i släktet Cerapachys och familjen myror. Inga underarter finns listade i Catalogue of Life.